# Cercle Culper
El Cercle Culper (Culper Ring) fou una xarxa d'espionatge organitzada pel major (i després coronel) de l'exèrcit americà Benjamin Tallmadge per ordre del general George Washington l'estiu de 1778, durant l'ocupació britànica de la Ciutat de Nova York en plena Guerra de la Independència dels Estats Units. El nom "Culper" va ser suggerit per Washington, tot evocant el comtat de Culpeper, Virgínia.

## La xarxa
Els dos membres principals d'aquest cercle foren Abraham Woodhull i Robert Towsend, que treballaren respectivament encoberts rere els àlies de "Samuel Culper, Sr." i "Samuel Culper, Jr." Tallmadge —àlies "John Bolton"— estava en contacte directe i controlava les operacions d'aquesta xarxa, però tot sovint qui les dirigia era el mateix Washington.
La tasca de la xarxa consistia a enviar missatges al General Washington sobre les activitats de l'exèrcit britànic a la ciutat de Nova York, seu de les tropes britàniques i base de les seves operacions. Els membres de la xarxa van operar majoritàriament dins de Nova York, Long Island i Connecticut. Les operacions encobertes del Cercle Culper van començar a finals d'octubre de 1778 i es van allargar fins a l'evacuació britànica de Nova York de 1783, però la seva època àlgida va ser entre 1778 i 1781.
El Cercle Culper va proporcionar informació molt valuosa a George Washington, incloent dades sobre un atac sorpresa de l'exèrcit britànic sobre les forces franceses del tinent general Rochambeau, instal·lades a Newport (Rhode Island) després de creuar l'Atlàntic per ajudar l'exèrcit americà, amb qui recentment s'havien aliat. Els britànics tenien intenció de fer circular moneda americana falsa, impresa en el paper emprat pels dòlars continentals, per tal que el Congrés Continental forcés la retirada de la moneda. La xarxa també va obtenir informació sobre l'atac que el General William Tryon realitzaria sobre Connecticut el juliol de 1779 per provocar que Washington dividís les seves tropes i així emboscar-les després amb el tinent general Henry Clinton. Finalment, la xarxa descobrí que un alt rang de l'exèrcit americà, el Major General Benedict Arnold, havia estat conspirant amb el major britànic John André per rendir als britànics la guarnició establerta a West Point, al riu Hudson, un enclavament essencial de l'exèrcit americà. També circulen conjectures sobre un possible intent d'atemptat de la xarxa Culper contra el General Washington, però no hi ha fonts oficials respecte a aquest últim assumpte.

## Dones de la xarxa
Aquesta xarxa també va comptar amb la participació de diverses dones, incloent l'encara desconeguda Agent 355; Anna Strong, Sally Townsend (germana de Robert Townsend) i Mary Underhill. Aquesta darrera era la germana d'Abraham Woodhull i, rere l'àlies de John Anderson va obtenir informació molt valuosa sobre John André.

## En la cultura popular

### Videojocs
- El videojoc d'Ubisoft Montreal Assassins Creed III (2012) inclou una entrada pel Cercle Culper i l'Agent 355.
- El joc per a PC Civilization: Beyond Earth (Firaxis) inclou una Meravella Nacional anomenada "Culper Lodge", que és creat quan s'acompleix una missió que requereix operacions encobertes.

### Literatura
- James Fenimore Cooper va publicar L'Espia (1821), una novel·la que podria haver estat basada en el Cercle Culper.[6]
- Brian Kilmeade va publicar George Washington's Secret Sis (2013), un llibre sobre el Cercle Culper.[7]
- La novel·la de Brad Meltzer El Cercle Interior (2011) i la seva seqüela, El Cinquè Assassin (2013) tenen com a protagonista a Beecher Blanc, un membre d'un Cercle Culper contemporani.
- La sèrie Vertigo dels còmics Y: El Darrer Home (2002) tenia un agent modern de la xarxa Culper identificat com "355"
- Roseanna M. Blanc va publicar una sèrie de novel·les basades en la xarxa Culper, titulades Anell de Secrets, Murmuris de les Ombres i Cercle d'Espies.[8]

### Televisió
- La sèrie de televisió d'AMC Turn: Washington's Spies (2014) es basa en el llibre d'història d'Alexander Rose Els espies de Washington: La Història de la Primera Xarxa d'Espies d'Amèrica (2007), i narra una versió fictícia de la història de la xarxa Culper, centrada en Abraham Woodhull.
- Al 6è episodi de la 4a temporada de White Collar, "Crisi d'Identitat" (2012), la xarxa Culper segueix activa a la Nova York contemporània, i és formada per descendents dels seus membres originals.
- Al 10è episodi de la 2a temporada de Sleepy Hollow, "Magnum Opus" (2014), Ichabod Crane rebutja l'honradesa de George Washington expressada al Parson Weems i assenyala que les relacions de Washington amb la xarxa Culper el convertiren en el màxim traïdor de la revolució.